# 今田寛睦
今田 寛睦（いまだ ひろむつ）は、日本の厚生労働技官、精神科医。厚生労働省大臣官房技術総括審議官や、国立精神・神経センター精神保健研究所長を務めた。

## 人物・経歴
修道高等学校を経て、広島大学医学部卒業。専攻は精神医学。1982年厚生省入省。厚生省健康政策局指導課長、厚生省健康政策局医事課長、厚生省保険局医療課長、厚生省大臣官房障害保健福祉部長等を経て、2001年厚生労働省大臣官房技術総括審議官。退官後、国立精神・神経センター精神保健研究所長、厚生労働省地域におけるうつ対策検討会座長、医療法人社団翠会練馬ゆめの木施設長、医療法人社団翠会陽和病院顧問、国際厚生事業団理事。2010年医療法人社団翠会陽和病院院長。2016年秋の叙勲で瑞宝中綬章受章。